# Sokotra-Granatapfel
Der Sokotra-Granatapfel (Punica protopunica) ist eine Pflanzenart, die zur Familie der Weiderichgewächse (Lythraceae) gehört. Er ist ein Endemit auf der zum Jemen gehörenden Inselgruppe Sokotra im nordwestlichen Indischen Ozean.

## Merkmale
Der Sokotra-Granatapfel wächst als immergrüner Strauch, der Wuchshöhen von 2 bis 4,5 Meter erreicht und oft verdornte Äste besitzt. Die Laubblätter besitzen eine elliptische oder längliche, seltener verkehrt-eiförmige oder kreisförmige, ganzrandige Blattspreite mit stumpfer, oft ausgerandeter Spreitenspitze. Sie sind fleischiger als bei Punica granatum.
Die Tragblätter sind länglich und stumpf. Die Kronblätter sind verkehrt-herzförmig und im Gegensatz zu Punica granatum rosafarben statt rot. Die Früchte sind kleiner und weniger süß. Die Fruchtblätter stehen anders als bei Punica granatum in einer Ebene. Das Tausendkorngewicht der Samen beträgt 6,81 g.

## Systematik und Forschungsgeschichte
Punica protopunica wurde 1882 von Isaac Bayley Balfour erstbeschrieben und bildet zusammen mit dem Granatapfel (Punica granatum L.) die nur zwei Arten zählende Gattung der Granatäpfel (Punica). Sie wird manchmal als die Stammform des Granatapfels angesehen, während dessen Abstammung von Punica protopunica in anderen Werken bezweifelt wird.

## Gefährdung
Zum Zeitpunkt seiner Entdeckung galt der Sokotra-Granatapfel als häufig. Bis 1997 galt diese Art in der roten Liste der IUCN als stark gefährdet (EN). Seit 1998 wird sie nur noch als „gefährdet“ (VU) eingestuft. Das gesamte Verbreitungsgebiet wird auf etwa 100 km² geschätzt.

## Weiterführende Literatur
- G. M. Levin, E. A. Sokolova: Materialy k izucheniyu Punica protopunica Balf.-F. (Punicaceae). (Materials to the study of Punica protopunica Balf.-F. (Punicaceae)). In: Botaniceskij Zhurnal. Band 64, Nr. 7, 1979, S. 998–1005 (russ.).
- А. Л. Тахтаджян (Armen Tachtadschjan) (Hrsg.): Жизнь растений. В 6-ти т. Т. 5. Ч. 2 Цветковые растения — М.: Просвещение, 1981